# Smile.dk
Smile.dk(스마일.dk)는 스웨덴의 여성 댄스팝 그룹이다. 그룹 이름에 붙은 dk라는 글자는 덴마크의 국가 최상위 도메인이다. 현재 Smile.dk의 유일한 구성원은 베로니카 알름크비스트이다.
잘 알려진 노래는 댄스 댄스 레볼루션을 통해 알려진 《Butterfly》를 비롯해 《Golden Sky》, 《Boys》, 《Mr. Wonderful》, 《Petit Love》, 《Koko Soko》, 《A Geisha's Dream》, 《Dancing All Alone》 등이 있다.

## 구성원
- 베로니카 알름크비스트 (Veronica Almqvist, 1998년 ~ 현재)

### 이전 구성원
- 니나 보크비스트 (Nina Boquist, 1998년 ~ 2000년)
- 말린 케른뷔 (Malin Kernby, 2000년 ~ 2008년)
- 한나 스톡셀 (Hanna Stockzell, 2008년 ~ 2010년)
- 세실리아 레이스코그 (Cecilia Reiskog, 2010년 ~ 2013년)

## 음반

### 싱글
- Butterfly
- Boys
- Mr. Wonderful
- Coconut
- Dragonfly
- Doo Be Di Boy
- Circuit Girl
- Dancing All Alone
- Kissy Kissy
- Domo Domo Domo
- Doki Doki
- A Geisha's Dream (게이샤의 꿈) (나오키 마에다 feat Smile.dk)
- Butterfly '09
- Koko Soko

### 일반
- Smile (1998)
- Future Girls (2000년 7월 26일)
- Smile Paradise (2001년 1월 31일)
- Golden Sky (2002년 12월 4일)
- Party Around The World (2008년 10월 13일)
- "The Make-Up Collection" (2011, 타이틀 작업)